# Agungs vulkanudbrud i 2017
I november 2017 gik vulkanen Agung i udbrud på øen Bali i Indonesien. Udbruddet var voldsomt og forårsagede, at over 100.000 mennesker blev evakueret, og luftfarten i området blev forstyrret. Alarmberedskabet blev hævet til højeste niveau. Allerede i september var den seismiske aktivitet øget, og den 21. november kom det første freatiske udbrud.
Sidste gang Agung var i udbrud var i 1963. Dette vulkanudbrud forårsagede omkring 1.500 dødsfald, da de lokale kun havde ganske få minutter til at evakuere områder tæt ved vulkanen.